# Raniero Sacconi
Raniero Sacconi (Piacenza, ... – dopo il 1262) è stato un religioso italiano, frate domenicano, inquisitore della Lombardia e della Marca d'Ancona.

## Biografia
Si sa poco della sua giovinezza. Dapprima cataro, fu convertito probabilmente da San Pietro Martire e divenne domenicano. Dopo la morte di Pietro fu inquisitore soprattutto contro i catari in Lombardia (1254) e nella Marca d'Ancona; ma nel 1259 venne espulso dalla Lombardia poiché troppo zelante.
Scrisse una Summa de Catharis et Leonistis seu Pauperibus de Lugduno (Parigi 1548), una esposizione delle eresie che ebbe grande autorità nel Medioevo.